# Стелиос Хаджи-Йоану
Сър Стелиос Хаджи-Йоану (на английски: Stelios Haji-Ioannou, на гръцки: Στέλιος Χατζηιωάννου) е британски предприемач. Роден е в Атина, Гърция, в богато семейство на корабособственици, с произход от гръцката част на Кипър.
Започва своята бизнес дейност с помощта на баща си, като основава компания за морски транспорт, Stelmar, която по-късно продава. Известен е най-вече с основаването на easyJet – нискотарифна авиокомпания. Неговата easyJet и Ryanair са най-големите европейски нискотарифни авиокомпании. Неговите брат и сестра имат голям дял в easyJet.
Хаджи-Йоану ръководи бизнеса си чрез своята частна инвестиционна компания easyGroup, която притежава бранда easy и дава лиценз за използването му от различни предприятия, работещи под тази марка, включително авиокомпанията easyJet. Хаджи-Йоану продължава да разширява деловите си интереси, основно в сферата на пътуванията и почивките, като стартира поредица от други нискотарифни компании с бранда „easy“ – easyHotel, easyInternetcafe, easyMoney, easyBus и др.
Личното състояние на Стелиос се оценява на US$1,57 милиарда (април 2018).
През ноември 2006 г. Стелиос получава от кралица Елизабет II титлата 'сър' за „служба на предприемачеството“.